# Curt Newport
Curt Newport (* 1950) ist ein US-amerikanischer Autor und Pionier als Tiefseeunterwasserroboterpilot.

## Leben

### Jugend
In seiner Jugend war Newport ein mäßiger Schüler, der sich bis 1974 mit Gelegenheitsjobs über Wasser hielt. Schon früh in seiner Jugend zeigte er Interesse am Ozean und an der Raumfahrt.

### Die Tiefsee
1974 bekam er einen Job als Pilot von unbemannten Unterwasserrobotern. Bis 1999 führte er diese Arbeit bei den unterschiedlichsten Unternehmen aus und war an vielen verschiedenen Projekten beteiligt. Das waren hauptsächlich Wartungsarbeiten an Bohrinseln, Unterwasserkabeln, Schiffswrackbesichtigungen (u. a. an der Titanic) und Bergungsunternehmen. Dabei barg er Teile von abgestürzten Hubschraubern, abgestürzten Flugzeugen und große Teile der verunglückten Raumfähre Challenger.
Insgesamt verfügt Newport über mehr als 4.000 Stunden Erfahrung als Pilot eines Unterwasserroboters.

### Das Projekt Liberty Bell 7

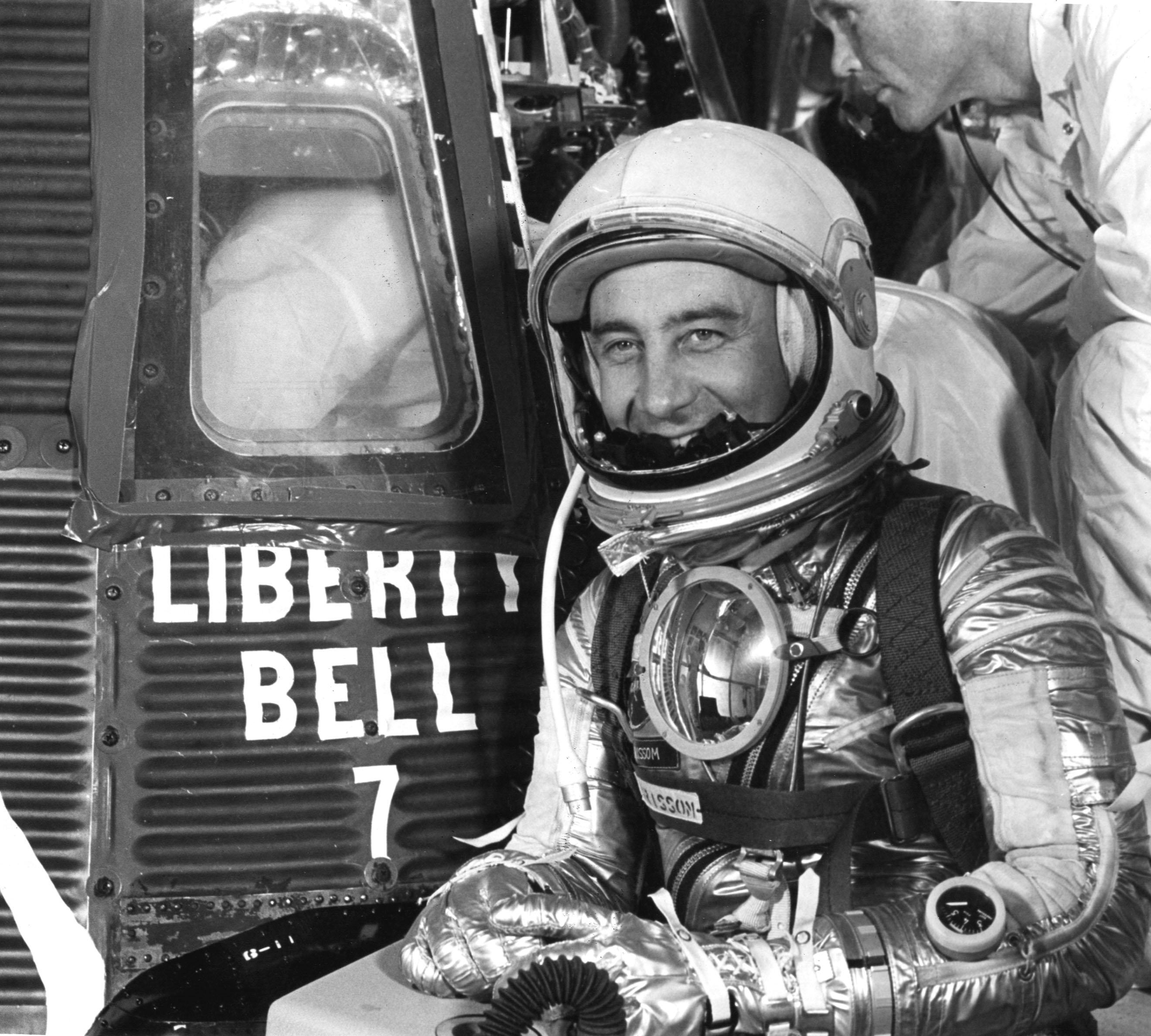
Gus Grissom vor der Liberty Bell 7

Im Jahr 1985 kam er auf die Idee, dass man das Raumschiff Liberty Bell 7 von Astronaut Gus Grissom bergen könnte, das 1961 nach seinen erfolgreichen Flug und erfolgreicher Wasserung im Atlantik verloren gegangen war, da sich die Sprengluke außerplanmäßig selbst abgesprengt hatte.
Er bemühte sich über Jahre hinweg genau zu recherchieren, wo genau die Kapsel verloren gegangen war, welchen inneren Aufbau sie hatte, wie der Zustand nach fast 40 Jahren in der Tiefsee sein würde und vieles anderes. Dabei halfen auch diverse Astronauten, u. a. Tom Stafford, und Newport warb gleichzeitig bei diversen Instituten, Firmen, Fernsehstationen, Museen oder auch der NASA um finanzielle Unterstützung, die jedoch immer negativ beschieden wurde, obwohl ausnahmslos alle die Idee der Entdeckung und Bergung der Kapsel interessant fanden.

### Die Entdeckung und Bergung vonLiberty Bell 7

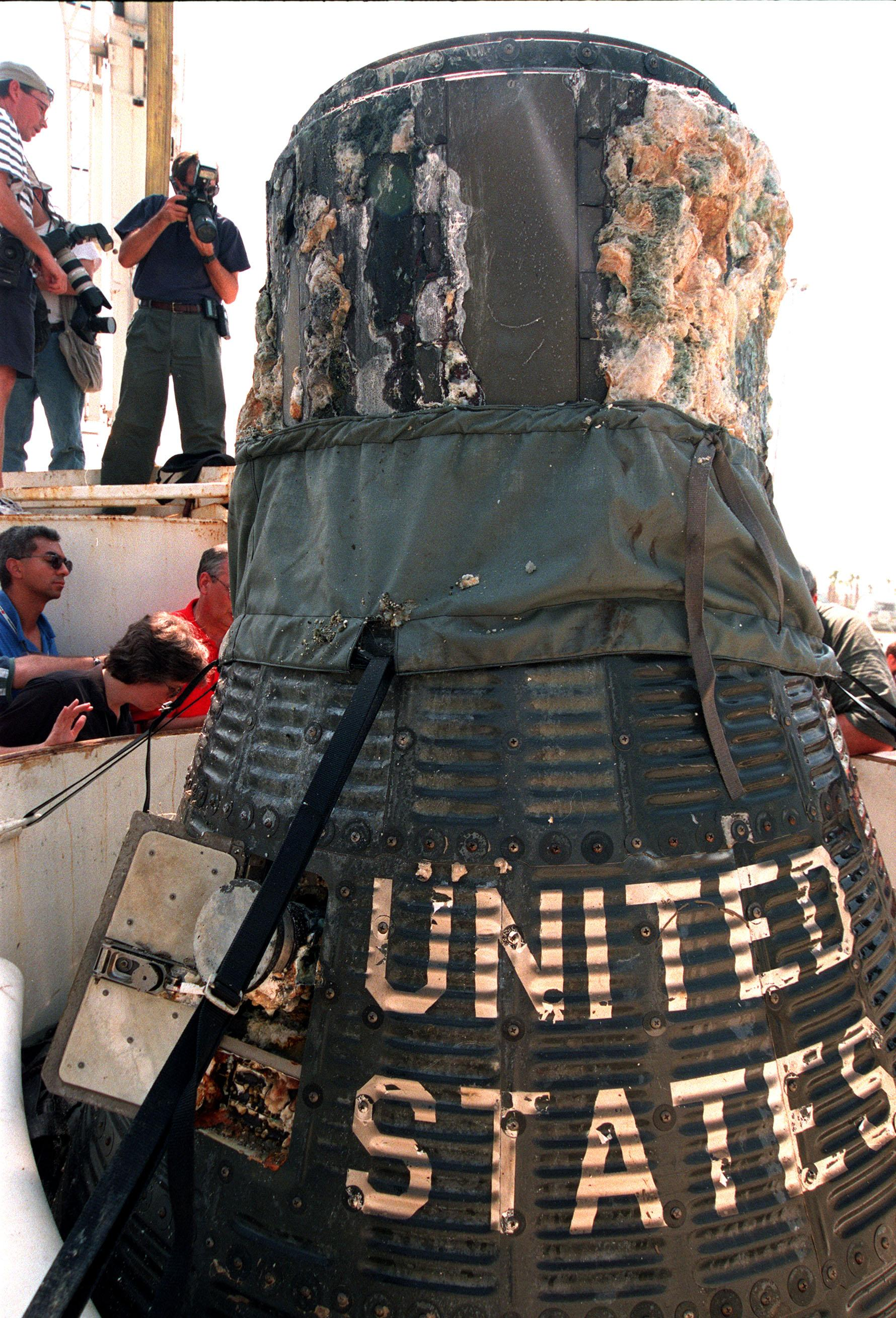
Liberty Bell 7 bei der Bergung

Erst 1998 meldete sich bei ihm der Discovery Channel, der an einer Suche und Bergung der Kapsel interessiert war, aber schon Jahre vorher sein Unternehmen abgelehnt hatte. Die Bergungskosten wurden von Newport auf etwa eine Million Dollar geschätzt, da man spezielle Ausrüstung brauchte und die Kapsel in etwa 6.000 Meter Tiefe zu liegen schien. Eine schnelle Entdeckung war unwahrscheinlich, da die Kapsel im Vergleich zu anderen Unterwasserobjekten, wie der Titanic, um ein Vielfaches kleiner ist.
Der Discovery Channel finanzierte jedoch das gewagte Projekt, und Newport gelang die Entdeckung der Kapsel. Zwar ging dabei ein Unterwasserroboter verloren, aber die Bergung der Kapsel gelang.
Die Kapsel ist heute im Kansas Cosmosphere and Space Center zu besichtigen.

### Derzeitige Projekte
Newport ist seit dieser erfolgreichen Bergungsaktion weiterhin ein sehr gefragter Mann als Pilot, aber auch als Planer für Such- und Bergungsoperationen in der Tiefsee. Gerade als Wracksucher wurde er für mehrere Operationen eingebunden, u. a. auch für die Suche nach der Indianapolis, die jedoch erfolglos verlief.
Ebenso war er Expeditionsleiter bei der erfolglosen Suche nach dem gesunkenen argentinischen Kreuzer General Belgrano, der während des Falklandkriegs im Südatlantik versenkt worden war.
Ferner ist er an der Entwicklung neuer Unterwasserroboter beteiligt, die noch größere Tiefen erreichen sollen.

## Werke
- Lost Spacecraft 2002, Apogee Books. ISBN 1-896522-88-2